# Киряк, Георге
Георге Киряк (рум. George (Gheorghe) Chiriac, родился 30 октября 1979 в Бырладе) — румынский регбист, выступавший на позиции фланкера.

## Игровая карьера
Как игрок выступал за румынские клубы «Бырлад», «Политехника» (Яссы) и «Фарул» (Констанца), а также за французские «Рюмийи», «Орлеан», «Компьенуа» и «Бове». За сборную Румынии дебютировал 19 апреля 1996 в матче против Бельгии, сыграл 20 игр и набрал 10 очков. Последнюю игру провёл 30 октября 2003 года против Намибии. Участник Кубка мира 2003 года, сыграл все четыре матча группы A против Ирландии, Австралии, Аргентины и той же Намибии.